# G20 (film)
G20 è un film del 2025 diretto da Patricia Riggen.

## Trama
Quando il vertice del G20 viene attaccato da un gruppo di terroristi, la presidente degli Stati Uniti Danielle Sutton diventa il principale obiettivo. La donna riesce a sfuggire agli aggressori e dovrà battere i suoi nemici con astuzia.

## Distribuzione
Il film è stato distribuito in streaming sulla piattaforma Amazon Prime Video il 10 aprile 2025.